# ボーク (小惑星)
ボーク (1983 Bok) は小惑星帯に位置する小惑星。1975年6月9日、アメリカ合衆国の女性天文学者エリザベス・レーマーによってアリゾナ州ツーソンで発見された。オランダ生まれの天文学者バルト・ボーク（バート・ボックとも表記される）に因んで命名された。